# Юкка (имя)
Ю́кка (фин. Jukka) — финское мужское имя. Возникло как вариант имени Йоханнес. С распространением христианства пришло из Швеции в Финляндию.
Изначально считалось прозвищем для людей, носивших имя Йохан, Йоханнес, Юхо и и т. п. До 19 века в официальных документах не появлялось. В 1950 году Университет Хельсинки добавил имя Юкка в альманах финских имён. 
Наибольшую популярность имя имело в 1960—1979 и два предыдущих десятилетия. В 1980-х и 1990-х годах частота его использования пошла на спад. В последнее время отмечено значительное снижение популярности имени Юкка.
Именины празднуются по имени Йоханнес и другим родственным именам.
Юкка также может быть и фамилией карельского происхождения, образованной от имени. На 5 февраля 2007 года 201 финн имел фамилию Юкка.